# JamesOn Curry
JamesOn Curry (Pleasant Grove, 7 gennaio 1986) è un ex cestista statunitense, professionista nella D-League, nella NBA e in Italia.

## Carriera
È stato selezionato dai Chicago Bulls al secondo giro del Draft NBA 2007 (51ª scelta assoluta).
Nel 2012 ha vestito la maglia del Basket Barcellona.
È il giocatore dell'NBA che, con 3,9 secondi di gioco nella National Basketball Association, ha giocato meno tempo nella storia del campionato.